# لزداد
لزداد هي إحدى الجزيرات التابعة لأرخبيل قرقنة، وتقع محاذية لساحل جزيرة شرقي شرقا، شمالي جزيرة قرمدي.